# Pickup artist

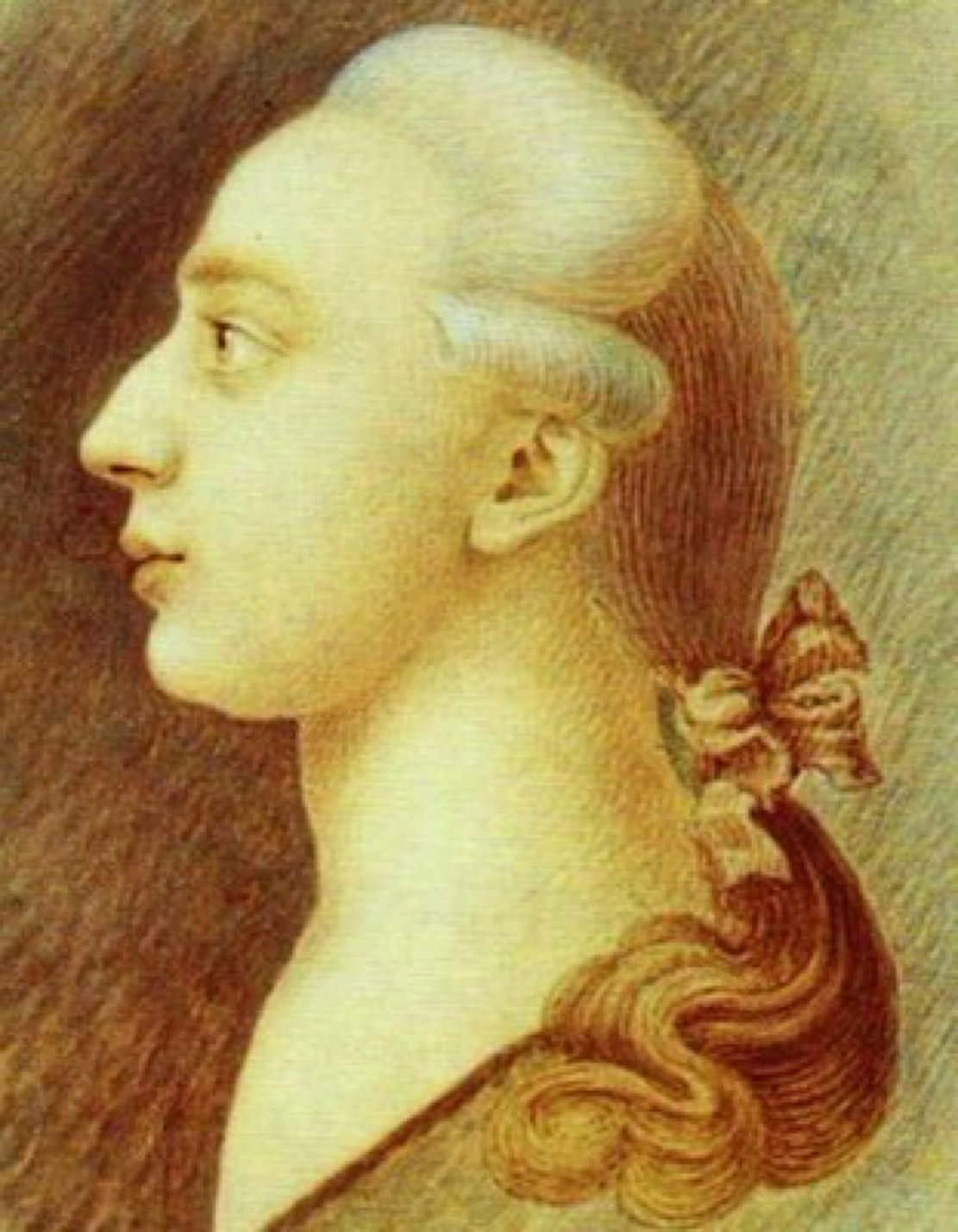
Casanova

En pickup artist är ett 2000-talsnamn för en man som är skicklig på att träffa, attrahera och förföra kvinnor, och som har det som hobby.
På senare år har denna kultur vuxit sig starkare världen över. Denna subkultur har funnits åtminstone sedan 1970-talet men blev populärare i mitten av 2000-talet i och med publiceringen av Neil Strauss bok The Game 2005. Pick up-artists beskrevs i boken som en internetrörelse av män som ägnade kvällarna åt att få hem kvinnor från krogen och dagarna åt att ge varandra raggningstips. Bland de tekniker som pickup artists använder finns cold reading och hot reading. Exempel på historiska pick up-artists är Don Juan och Casanova.
Både Strauss och flera andra av de pickup-artists som fick uppmärksamhet i mitten av 2000-talet har i efterhand tagit avstånd från sina uttalanden och handlingar under denna period. År 2015 släppte Strauss boken The Truth där han gör upp med vad han då istället beskrev som ett sexmissbruk. Jakten på kvinnor som beskrivs i The Game menar han hade alltid handlat om hans dåliga självförtroende.